# Moravia

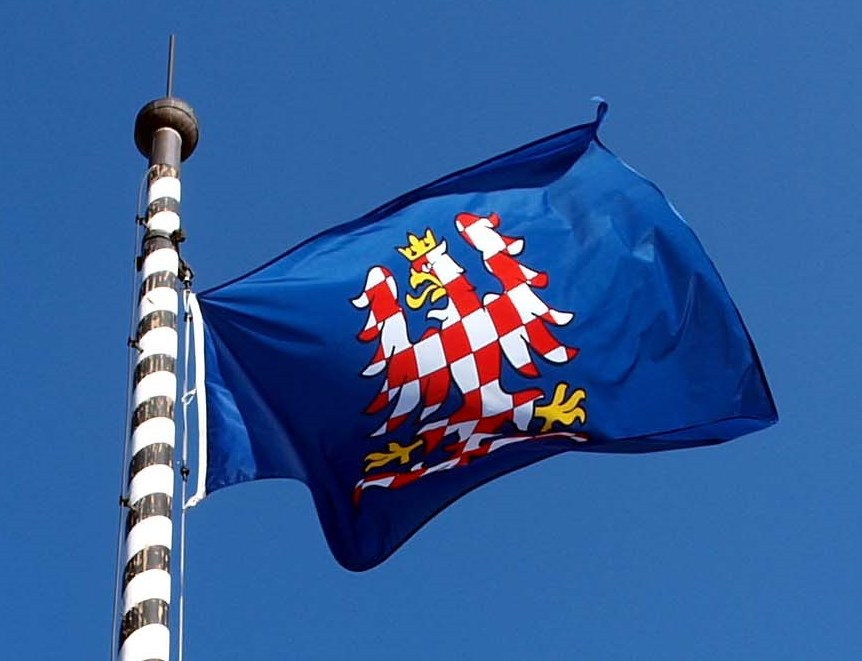
Drapelul Moraviei

Moravia (Morava în cehă; Mähren în germană) este o regiune în centrul Europei, în estul Republicii Cehe.
Are o suprafață de 22.349 km² iar numele său vine de la râul Morava, ce traversează regiunea. La nord are o porțiune de graniță cu Polonia iar la sud se învecinează cu Austria. La vest se învecinează cu regiunea Boemia, la nord est cu regiunea Silezia Sudetină iar la sud-est se învecinează cu Slovacia. Spre granița cu Slovacia este o regiune numită Vlahia Moravă locuită de urmașii românilor păstori veniți în Evul Mediu din Panonia și Transilvania.

## Istoric
În jurul anului 60 î.Hr., triburile celtice ale boilor s-au retras din regiune, fiind succedate de triburile germanice ale quazilor, iar din secolul al VI-lea de triburi slavice (care s-au amestecat cu autohtonii celți și germani). La sfârșitul secolului al VIII-lea s-a înființat Principatul Moraviei, în sud-estul Moraviei de astăzi, în Záhorie din sud-vestul Slovaciei și în părți din Austria Inferioară. În 833, acesta devine statul Marii Moravii, după cucerirea Principatului Nitra (în Slovacia și nordul Ungariei).

## Alte opinii
Unii istorici au constatat, după verificarea documentelor originale vechi și după o analiză a denumirilor Moraviei din evul mediu, că țara despre care se vorbește (mai ales în legătură cu misiunea fraților Chiril și Metodiu) se referă de fapt la  Marava și nu la Moravia și au găsit că Moravia/Marava în evul mediu era un teritoriu ce ocupa ambele maluri ale Dunării dar nu în zona Cehiei de astăzi ci în zona de confluență a teritoriilor sârbești și românești.. Capitala Maraviei era localitatea Sirmium în apropierea orașului Belgrad.

## Marea Moravie

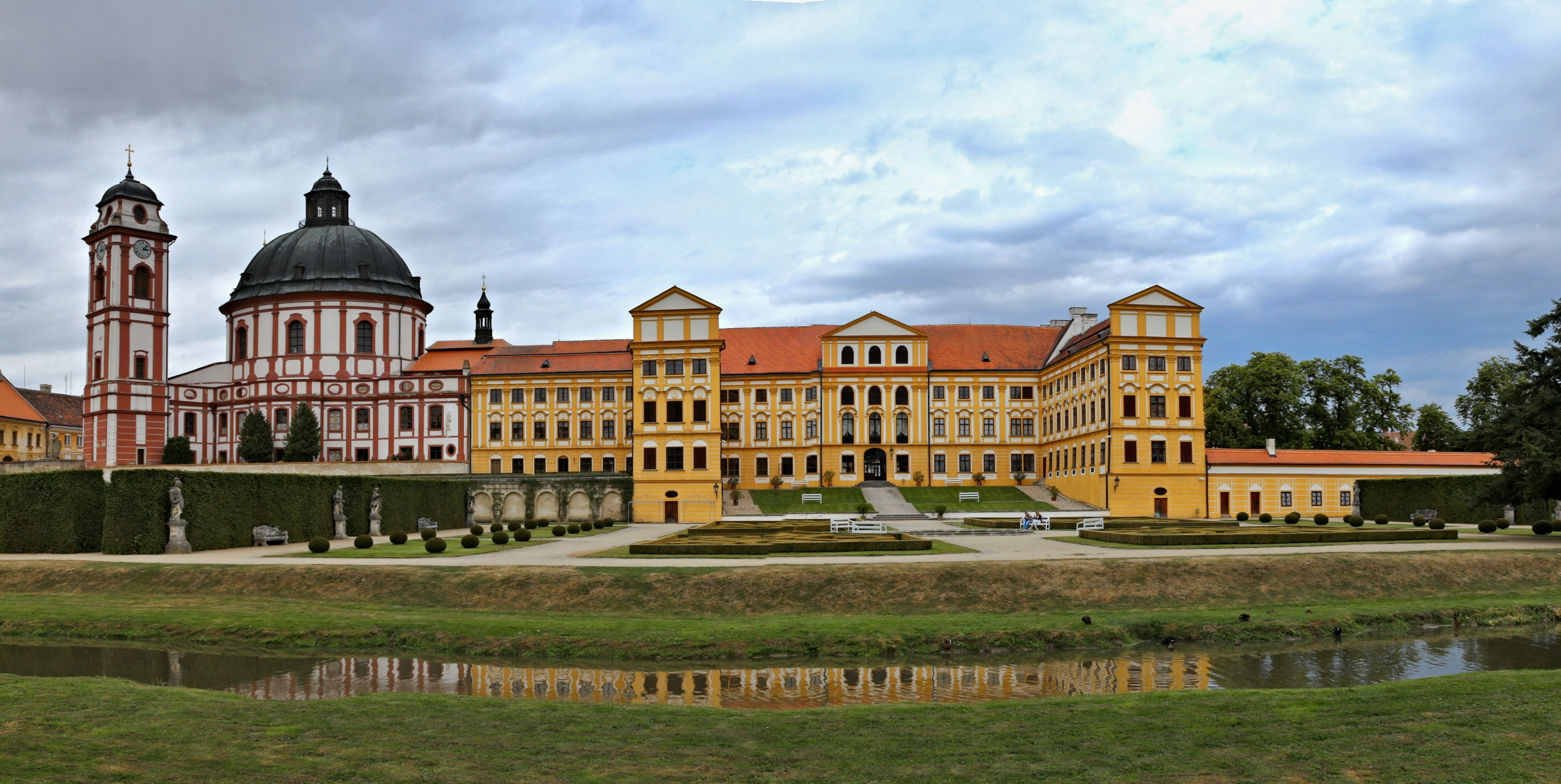
Vedere generală a castelului Jaroměřice din parc

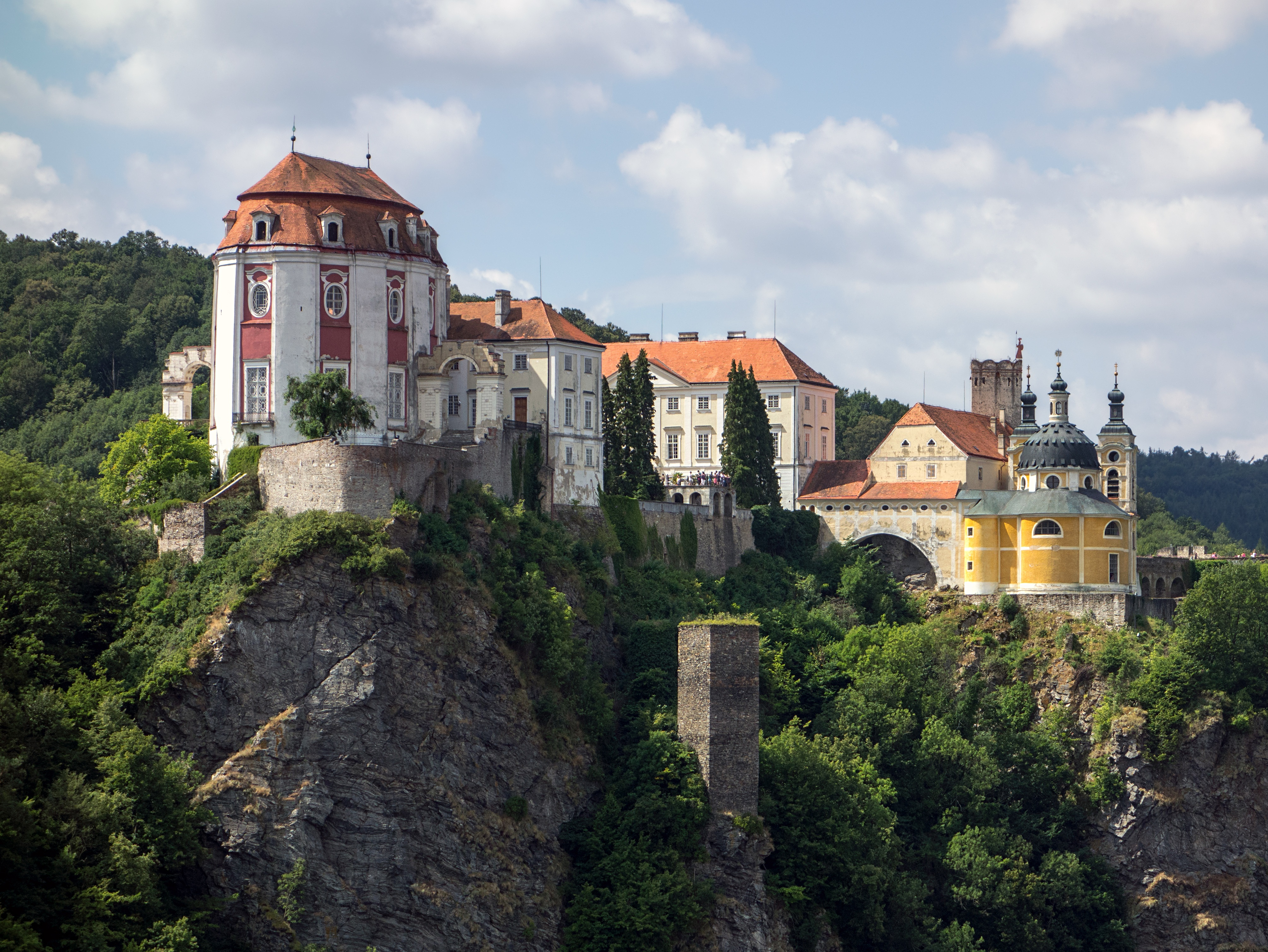
Castelul din Vranov nad Dyjí. Vedere a promontoriului cu Sala Strămoșilor

Primul rege al lor a fost Mojmir I, care a domnit între 830 și 846, și era probabil creștinat. Sub nepotul lui Mojmir, Rastislav (846÷870), statul morav devine independent de franci. Marea Moravie (germ.: Grossmährische Reich) a atins maximul întinderii teritoriale prin 890 sub conducerea lui Svatopluk I. Există mărturii arheologice bogate care dovedesc o dezvoltare economică și culturală remarcabilă a statului slav morav. În acea vreme, imperiul ocupa Cehia, Slovacia, vestul Ungariei (Pannonia) cât și Lusația (în Germania), Silezia și bazinul superior al Vistulei în sudul Poloniei. După moartea lui Svatopluk în 895, prinții Boemi au devenit vasali conducătorului francilor estici Arnulf al Carinthiei, iar statul morav a dispărut după ce a fost invadat de maghiari în 906-907, când aceștia după bătălia câștigată de la Bratislava (Pressburg) și prin așezarea în Bazinul Panonic, vor separa pentru totdeauna slavii apuseni (cehi, slovaci, polonezi) de slavii sudici (sârbi, croați, sloveni, bosniaci, muntenegreni, macedoneni, bulgari) .
După ce maghiarii au fost înfrânți de împăratul Otto I în Bătălia de la Lechfeld din 955, aliatul lui Otto, Boleslau al Boemiei, conducătorul Boemiei, a primit Moravia. Boleslav I al Poloniei a anexat Moravia în 999 și a condus-o până în 1019, când Bretislau al Boemiei a recapturat-o. După moartea tatălui său, în 1035, Bretislaus devine stăpânul Bohemiei și în 1054, acesta declară că țările Boemiei și Moraviei vor fi moștenite împreună de primul născut, iar că fiii mai tineri vor guverna părți din Moravia și vor fi vasali ai fratelui cel mare.
În timpul erei Premyslid, deseori prinții cârmuiau toată Moravia sau doar părți, precum Olomouc, Brno, ori Znojmo, cu diverse grade de autonomie. Maximul autonomiei Moraviei a fost obținută în 1182, când împăratul Sfântului Imperiu Roman, Frederic I i-a dat statutul de margraviat, fiind condusă direct de împărat, independent de Boemia.
Însă de atunci, Moravia a împărtășit aceeași istorie cu Boemia. Premyslizii dispar ca dinastie în 1306, iar din 1310, Ioan de Luxemburg devine rege al Boemiei. Moravia și Boemia vor rămâne deținute de dinastia germană Luxemburg până când au fost moștenite de Alfred de Habsburg în 1437.
În timpul războaielor Hussite, Habsburgii au pierdut controlul asupra Boemiei și Moraviei, iar Țările Cehe au fost împărțite temporar. Husitul George de Podebrady a fost ales rege al Boemiei în 1458. În 1466, Papa Paul al II-lea l-a excomunicat pe George și a interzis tuturor catolicilor să continuă să-l deservească, iar, în 1469, Matia Corvin, regele Ungariei, a cucerit Moravia.
Moravia a fost reunită cu Boemia în 1490, când Vladislav II al Boemiei, care i-a succedat lui George ca rege în 1471, i-a succedat lui Matei. În 1526, fiul lui Vladislav, Ludovic al Boemiei a murit într-o bătălie, iar Împăratul Ferdinand I a fost ales rege al Boemiei. Moravia a rămas cu Boemia ca o posesiune Habsburgică până la sfârșitul Primului Război Mondial.
Până în 1641, capitala Moraviei a fost localizată la Olmütz Olomouc, dar după ce a fost capturată de suedezi, a fost mutată la orașul mai mare Brünn Brno, care a rezistat în fața invadatorilor. Margraviatul Moraviei a avut propriul "zemský sněm" sau Landtag (dietă), ai cărei deputați erau aleși în adunări separate pentru germani și cehi.
După descompunerea Imperiului Austro-Ungar în 1918, Moravia devine parte a Cehoslovaciei, (și a Protectoratului Boemiei și Moraviei în timpul ocupației Germane din al Doilea Război Mondial). În 1945, minoritatea germană din Moravia a fost expulzată, iar după destrămarea Cehoslovaciei, din 1993, Moravia face parte din Cehia.

## Populație
Prima mențiune scrisă a Moravans vine de la Sansioanele Regatului Francs până în anul 822. Mulți rezidenți din Moravia au vorbit anterior, dar majoritatea germanilor au fost deportați după 1945. Populația germană a predominat în Jeseníky și în orașe mai mari, cum ar fi Brno și Olomouc. Comparativ cu populația din Boemia, moravii sunt semnificativ mai des credincioși. Cea mai mare parte a populației din Moravia raportează cetățenia cehă, o altă parte la Moravian; În 2011, un total de 630.897 de persoane au intrat în naționalitatea moravială în Republica Cehă.
Limba liberală a Moravans a fost cehă de la renașterea națională. Cu toate acestea, dialectele locale diverse sunt încă menținute în regiuni individuale moravice, uneori numite Moravian. În ceea ce privește limba maternă, 108.462 de persoane subscrise la limba maternă.
Există mai multe grupuri etnografice strâns legate de județ, unde diferă în trecut câteva caracteristici și dialecte culturale, cum ar fi coapse, Hanáci, Moravští Slováci, Podlužáci, Valaši, Laši sau Moravští Chorvati.

## Persoane importante din Moravia

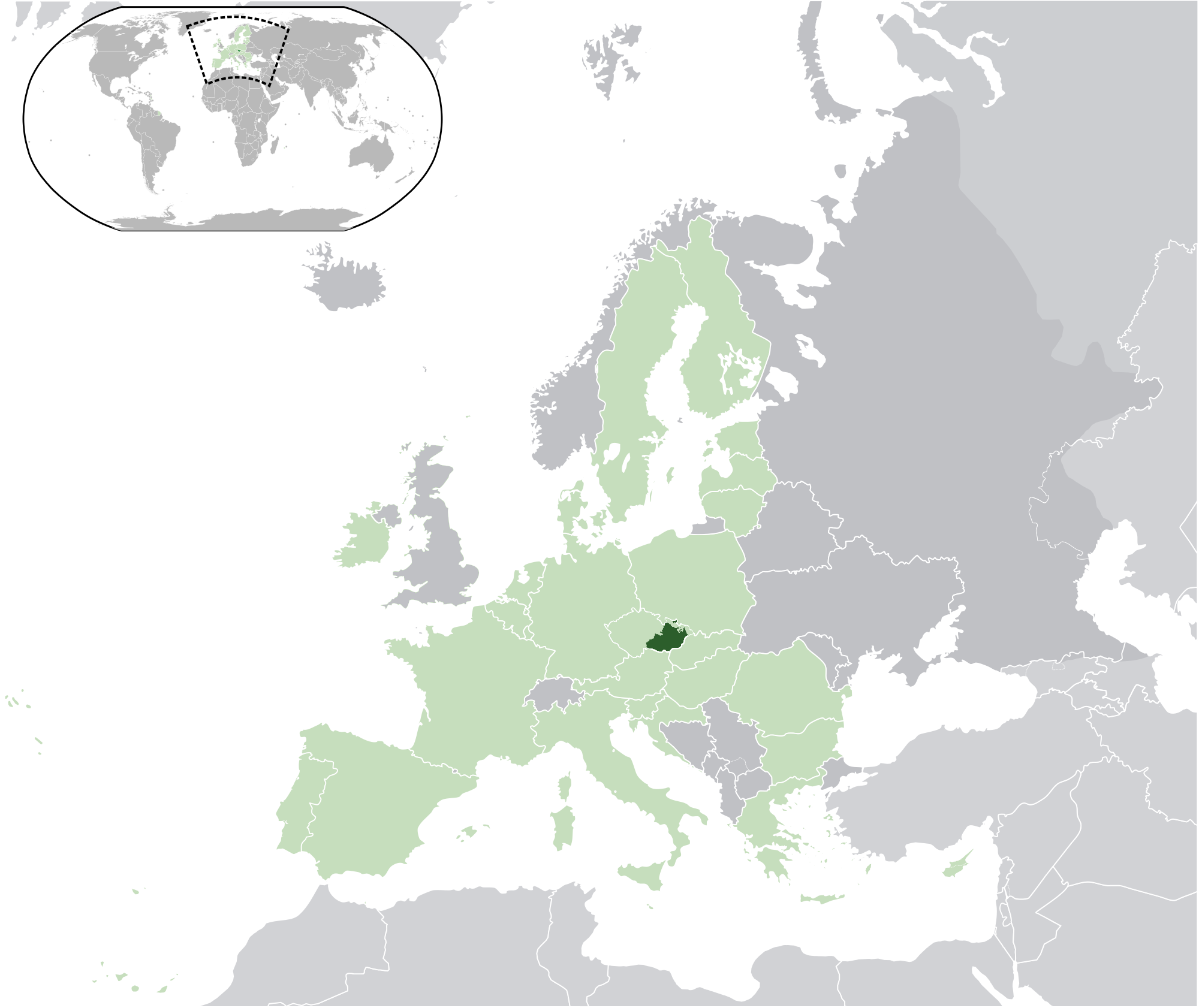
Localizarea Moraviei pe harta Uniunea Europeană

- Valentim Fernandes (14?? - Lisabona, 1518 sau 1519), tipograf și traducător
- Comenius (1592-1670), fondator al didacticii moderne
- Nikolaus Ludwig von Zinzendorf (1700-1760), teolog și episcop al Bisericii Moraviei, care a promovat dialogul între diferitele confesiuni creștine
- Rochus Schüch (1788-1844), campion al lui Petru al II-lea în Brazilia
- Gregor Mendel (1822-1884), fondator al geneticii
- Sigmund Freud (1856-1939), fondator al psihanalizei
- Ernst Mach (1838-1916), fizician și filosof
- Edmund Husserl (1959-1938), fondator al fenomenologiei
- Alfons Mucha (1860-1939), pictor și grafician, figură marcantă a mișcării Art Nouveau
- Joseph Schumpeter (1883-1950), unul dintre cei mai importanți economiști ai secolului XX
- Kurt Gödel (1906-1978), matematician, considerat unul dintre cei mai mari logicieni din toate timpurile
- Ivan Lendl (1960), jucător profesionist de tenis
- Petra Kvitová (1990), jucătoare profesionistă de tenis
- Tomáš Berdych (1985), jucător profesionist de tenis
- Valentin Stansel (1621-1705), astronom și preot iezuit
- Oskar Schindler (Svitavy, 1908 - Hildesheim, 1974), industriaș care a salvat de la moarte 1200 de evrei în timpul Holocaustului
- Leoš Janáček (1854-1928), compozitor, teoretician al muzicii, folclorist, publicist și profesor
- *Otto Wichterle (1913-1998), om de știință și inventator care a lucrat în principal în domeniul chimiei organice macromoleculare (lentile de contact, siloz)
- Adolf Loos (1870-1933), arhitect și teoretician al arhitecturii; un clasic al arhitecturii moderne și un exponent de frunte al purismului arhitectural.
- Tomáš Baťa (1876-1932), producător de încălțăminte
- George Placzek (1905-1955), fizician, implicat în Proiectul Manhattan
- Tomáš Garrigue Masaryk (1850-1937), filozof și om politic, primul președinte al Cehoslovaciei
- Zdeněk Burian (1905-1981), pictor, ilustrator de cărți, reconstituitor paleontologic
- Milan Kundera (1929-2023), scriitor

## Orașe

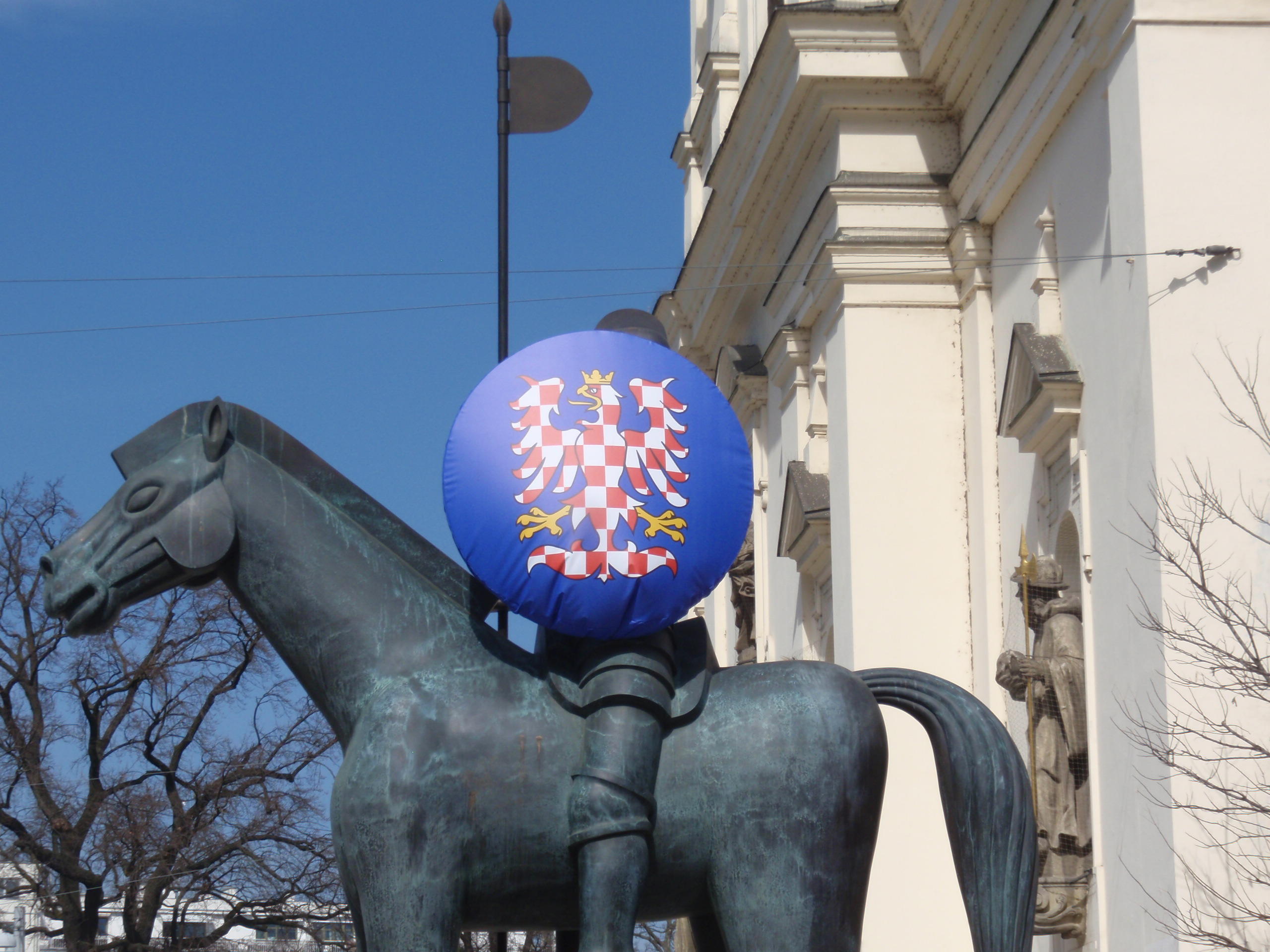
Statuia ecvestră a lui Jobst din Moravia în Moravské náměstí (Piața Moraviei) din Brno. Scutul rotund deținut de cavaler a fost oferit pe 26 martie 2021. Stema Moraviei. Reprezentanții Brno seamănă cu recensământul, case și apartamente 2021.

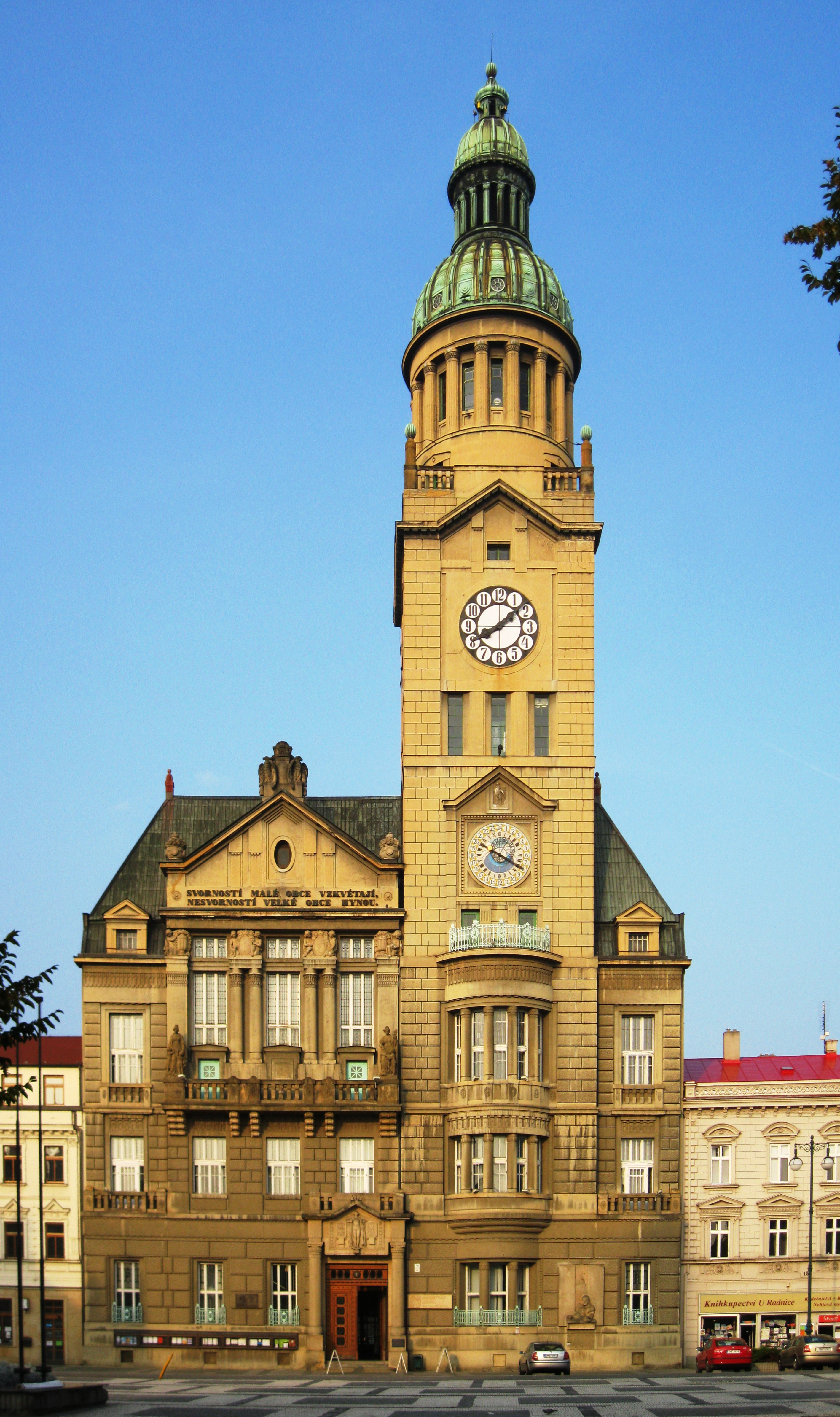
Primăria din Prostějov

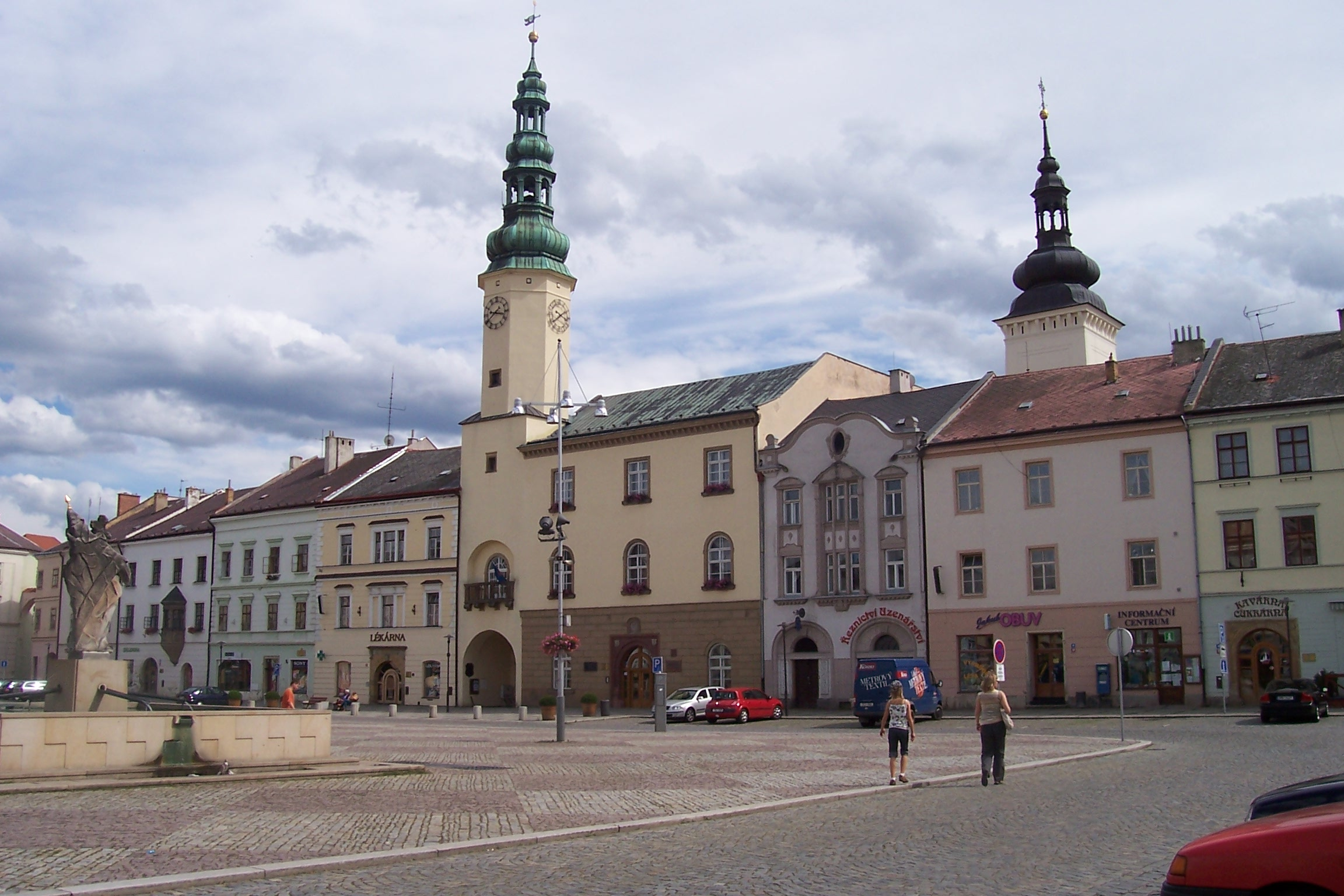
Piața T. G. Masaryk din Moravská Třebová cu primăria orașului

- Brno (oraș provincial)
- Olomouc (oraș provincial)
- Moravská Třebová
- Svitavy
- Blansko
- Boskovice
- Bučovice
- Zlín (oraș provincial)
- Přerov
- Prostějov
- Hranice
- Frenštát pod Radhoštěm
- Kopřivnice
- Valašské Meziříčí
- Břeclav
- Hodonín
- Kyjov
- Veselí nad Moravou
- Nový Jičín
- Šternberk
- Šumperk
- Mohelnice
- Trebic
- Jaroměřice nad Rokytnou
- Moravský Krumlov
- Jihlava (oraș provincial)
- Moravské Budějovice
- Kroměříž
- Napajedla
- Uherské Hradiště
- Uherský Brod
- Uničov
- Vyškov-Dědice
- Vsetín
- Znojmo
- Ostrava (oraș provincial)
- Frýdek-Místek
- Zábřeh
- Žďár nad Sázavou